# Nerax pilosulus
Nerax pilosulus là một loài ruồi trong họ Asilidae. Nerax pilosulus được Bromley miêu tả năm 1929. Loài này phân bố ở vùng Tân nhiệt đới.